# Synagogue de Liegnitz (1847-1938)

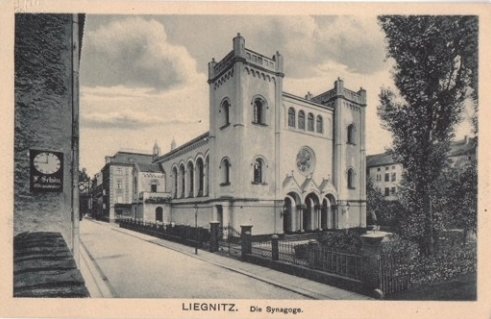
La synagogue de Liegnitz

La synagogue de Liegnitz ou synagogue de Legnica, inaugurée en 1847, a été détruite en 1938 lors de la nuit de Cristal comme la plupart des autres lieux de culte juif en Allemagne.
Liegnitz est, avant la Seconde Guerre mondiale, une ville allemande de la province de Basse-Silésie.  Après la guerre, la ville est rattachée à la Pologne et porte désormais le nom de Legnica. Située à 70 km à l'ouest de Wrocław (anciennement Breslau), elle fait actuellement partie de la voïvodie de Basse-Silésie et compte un peu plus de 100 000 habitants.  

## Histoire des Juifs à Liegnitz

### La communauté médiévale
Bien que des historiens de Liegnitz comme Friedric Emanueul Fischer et Carl Friedrich Stuckardt avancent que des Juifs se sont installés à Liegnitz vers 1170, le premier document mentionnant la présence de Juifs dans la ville date de 1301. Ce document fait état d'une Judenstadt (ville juive) sur la rivière Czarna Woda. Cette localité juive s'étend sur quelques rues, allant du pont du vieux château, par la place du château jusqu'à la porte de Głogów. Elle possède une synagogue construite probablement aux alentours de 1320, une école juive et un cimetière situé sur le Töpferberg. Un rapport de 1338 mentionne une rue juive près du marché au charbon. 
Le premier document concernant les Juifs de Liegnitz date de 1447 : La duchesse Elisabeth de Leignitz accorde à la ville pleine autorité sur la Judengasse (ruelle des Juifs) située à côté du château, ce que ses ancêtres avaient jusqu'alors refusé. Une dispute s'ensuit entre la duchesse Elisabeth et des banquiers juifs qui lui demandent de rembourser ses dettes. L'affaire se termine par un pogrom contre la population juive et l'incendie de leur quartier. 
Au milieu du XVe siècle, les prêches du moine franciscain Jean de Capistran accusant les Juifs de vols et de profanation d'hosties conduisent à des pogroms dans de nombreuses villes de Silésie. Des Juifs sont accusés, jugés et condamnés à mort à Breslau (maintenant Wrocław), Liegnitz (maintenant Legnica) et Schweidnitz (Świdnica). Le 5 août 1453, des Juifs sont envoyés au bûcher à Liegnitz. Les 318 Juifs survivants sont expulsés de la ville et leurs biens confisqués. Ainsi prend fin la communauté juive médiévale de Liegnitz. 

### La communauté duXVIIIeauXXesiècleavant le nazisme
Le 1er juin 1755, le roi de Prusse Frédéric II publie l'Édit de tolérance permettant aux Juifs de s'installer à Leignitz, Glogau (maintenant Głogów) et Breslau. Cependant, cette autorisation ne concerne que les personnes fortunées possédant au moins 1 000 ducats, et ceci ne concerne ni leur femme ni leurs enfants. 
Il faut attendre un autre édit en 1812 pour que des Juifs commencent à retourner à Leignitz, venant principalement de Glogau et d'autres villes de Basse-Silésie et de Grande-Pologne. Le premier citoyen juif de la ville, Meier Neumann Prausnitz, ouvre un magasin d'alcool sur le Ring dans le centre historique de la ville. Le maire de l'époque, Gottlob Jochmann, déclare en 1836 que quarante et une des quarante-huit familles juives sont dans le commerce. En 1881, il y a cent trente marchands et commerçants juifs, deux propriétaires d'usine, cinq médecins, vétérinaires et pharmaciens, deux avocats et six artisans juifs.
Dans un premier temps, la communauté de Leignitz dépend de celle de Glogau d'où viennent les rabbins Abraham Tiktin et Fischel Caro. La communauté juive de Leignitz devient autonome le 12 décembre 1818, et pendant ses premières années d'activité, ses chefs spirituels sont Marcus Levin et Ascher Sammter, un docteur qui écrivit des chroniques sur Leignitz. Les habitants juifs des villes de Goldberg in Schlesien (maintenant Złotoryja, Haynau (Chojnów), Jauer (Jawor), et Löwenberg (Lwówek Śląski) sont rattachés à la communauté juive de Leignitz. Dès 1818, la communauté possède un cimetière (deux autres seront ouverts en 1838 et 1925) et à partir de 1847, une nouvelle synagogue.    
En 1854, Moritz Landsberg, né à Rawitsch (maintenant Rawicz) en 1824, devient le rabbin de Leignitz. Il possède un doctorat de philosophie et occupera sa position de rabbin jusqu'à sa mort le 26 décembre 1882.En 1883, Moritz Peritz (1856-1930) est nommé pour lui succéder. 
La seconde moitié du XIXe siècle est une période de prospérité pour la communauté juive de Leignitz. De 12 résidents juifs en 1812, ce nombre grimpe très rapidement, passant à 93 Juifs en 1816, 236 en 1838, puis environ 550 en 1850, 620 en 1860. 900 en 1870. En 1880, leur nombre est de 970, et de 877 en 1900 avant de culminer à 1085 en 1905. En très grande majorité, ce sont des Juifs allemands. Dans les années suivantes, à la suite d'une montée de l'antisémitisme, leur nombre va décroître progressivement : 742 en 1910, remontant légèrement en 1926 à 830, mais on n'en compte plus que 674 en 1933 à l'arrivée d'Hitler au pouvoir. À partir de la fin du XIXe siècle, la physionomie de la population juive change : le nombre de commerçants et de marchands diminue, au profit du nombre de fabricants et de représentants de professions libérales.

### La période nazie
En 1933, le conseil de la communauté se compose de S. Jablonski, L. Haurwitz, Eugen Fränkel, et ses délégués sont Prosecutor Pick, M. Baeck et Adolf Mannheim. Le rabbin est Josef Schwarz, le hazzan (chantre) principal et enseignant M. Sommerfeld et le second hazzan et enseignant J. Feblowicz.
La communauté possède un mikvé (bain rituel) et un local pour la Shehita (abattage rituel). 
Lors de la nuit de Cristal, du 9 au 10 novembre 1938, la synagogue est incendiée et de nombreux commerces détenus par des Juifs pillés et vandalisés. En octobre 1942, la majorité des Juifs reçoivent l'ordre de quitter la ville. Si en 1937, il reste encore 427 Juifs à Liegnitz, on n'en compte plus que 188 en mai 1939. 41 d'entre eux sont déportés le 27 juillet 1941 au camp d'extermination de Theresienstadt. Après 1942, seuls sont demeurés en ville les Mischehe (Juif marié avec une aryenne).
Après la Seconde Guerre mondiale, la ville devient polonaise et prend le nom de Legnica. Elle devient un des centres de regroupements des Juifs de Basse-Silésie. Plus de 2 000 Juifs, survivants des camps de travail et de déportation de la région et des régions occidentales de la Russie, s'installent provisoirement à Legnica. La plupart n'y resteront pas longtemps et émigreront principalement en Israël, aux États-Unis, en Europe occidentale, au Danemark et en Suède. De nombreuses institutions sociales et éducatives juives voient le jour à Legnica, mais la vie juive cesse brusquement d'exister après mars 1968, à la suite de la politique antisémite du gouvernement polonais, provoquant le départ des derniers Juifs de la ville.

## Histoire de la synagogue

### Construction de la synagogue
En 1845, le banquier Raphael Prausnitzer (1762-1846), originaire de Glogau, achète un terrain qu'il offre à la communauté juive, pour y construire une synagogue afin de remplacer la maison de prière datant de 1812 et située dans la Ritterstraße (maintenant rue Rycerska). Pour la construction du bâtiment, Prausnitzer consent à la communauté juive un prêt d'un montant de quatre mille thalers à faible taux d'intérêt. La pierre angulaire de la synagogue est posée le 6 avril 1846. La synagogue est construite sur des anciens remblais, à l'angle de la Bäckerstraße (maintenant rue Piekarska) et de la Synagogenstraße (rue Gwarna).  
De style romano-byzantin selon les plans du conseiller municipal de la construction, Kirchner, la synagogue est consacrée le 16 juin 1847 par le rabbin Dr. Sachs de Berlin en présence du président de district, des magistrats de la ville et des membres de la communauté. Moritz Landsberg (1824-1882) devient le premier rabbin de la communauté juive à assumer cette fonction le 21 octobre 1854. 

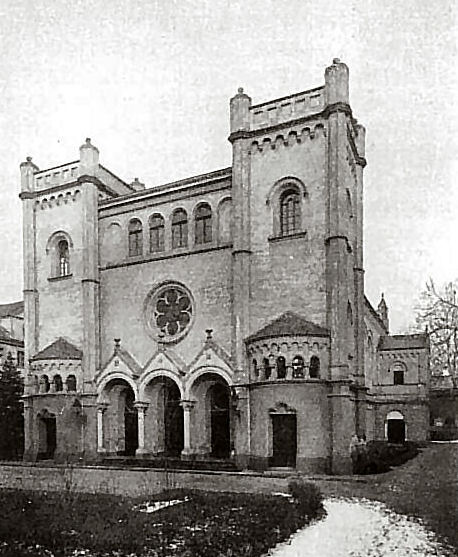
La façade de la synagogue après sa restructuration

### Agrandissement et restructuration de la synagogue
La synagogue est agrandie et restructurée en 1879 et une cérémonie officielle a lieu le 24 mai 1879 pour sa réouverture. 

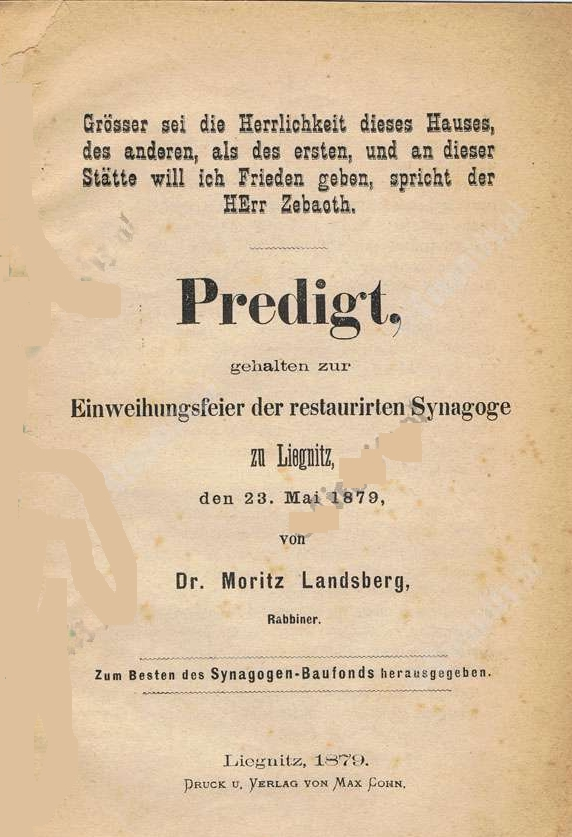
Texte du sermon du rabbin Dr Moritz Landsberg pour l'inauguration de la synagogue après sa restructuration

Le journal de Liegnitz, le Liegnitzer Tageblatt dans son édition du 25 mai décrit en détail la cérémonie:
«  Hier soir, s'est déroulée une inauguration solennelle dans la synagogue, dont la reconstruction a permis d'obtenir une plus grande surface. Grâce à de nouveaux équipements et à de nouveaux éléments décoratifs, la synagogue a été adaptée aux besoins et aux souhaits de la communauté israélite locale. Le bâtiment, dont l'intérieur fait forte impression, était plein et parmi la foule qui s'est présentée ce jour-là, se trouvaient des membres de la communauté de la synagogue de Liegnitz, ainsi que de nombreux autres fidèles venus des villes voisines.  Des invités des autres religions, ainsi que des représentants du gouvernement royal local et du conseil municipal ont assisté à la cérémonie et ont suivi avec intérêt cette inauguration très digne. La cérémonie a débuté par de magnifiques antiennes liturgiques, au cours desquelles le chantre et une chorale très bien préparée ont entonné Honore ton Seigneur. Après les rouleaux de la Torah richement décorés ont été apportés par le rabbin et le responsable de la communauté et placés dans le placard de l'autel restauré recouvert d'un nouveau rideau, cadeau des femmes de la communauté.... Après les chants inauguraux, le sermon solennel prononcé par Mr le rabbin Dr. Landsberg, et préparé spécialement pour cette cérémonie, a été le point central de toute cette cérémonie.  »
Le journal reprend le texte du sermon du rabbin qui explique qu'après des périodes douloureuses, la communauté juive se trouve enfin bien intégrée dans la nation allemande où règne la liberté de religion :
« Dans son sermon, l'orateur a évoqué l'histoire de la synagogue, construite il y a 32 ans et qui a servi pendant longtemps les besoins de la communauté. Mais le moment était venu où celle-ci devint trop petite pour recevoir l'ensemble des fidèles et son agrandissement, qui vient d'être terminé et réalisée à la demande de la communauté et à sa satisfaction, devint une nécessité. Maintenant, lorsque la communauté entre dans cette maison de Dieu tout juste rénovée, après n'avoir pu pendant si longtemps y pénétrer, il est naturel qu'il y ait d'abord un sentiment de joie de voir que cette entreprise a été menée à terme avec succès, malgré d'importants sacrifices. C'est pourquoi, il faut remercier l'architecte qui a conçu les plans de reconstruction et géré l'ensemble, ainsi que tous ceux qui ont participé à la construction, ainsi que les présidents et les représentants de la communauté et de l'ensemble de la communauté pour leurs efforts, leur dévouement, leur engagement et leur sacrifice.
En plus, il est également nécessaire d'exprimer sa joie de l'engagement manifesté par les citoyens des autres religions, qui est à nouveau visible grâce à leur participation nombreuse à cette cérémonie, notamment les représentants des autorités…La communauté a un peu plus de 50 ans et elle pourrait dire avec joie qu'elle a fait de très grandes réalisations et accomplit d'immenses progrès en si peu de temps… 
Aujourd'hui, dans notre vie publique, il existe le principe de la liberté de religion, pour laquelle le Congrès de Berlin a récemment plaidé si énergiquement, en particulier à l'égard des Israélites. Partout dans notre pays, y compris notre ville, les Israélites participent en grand nombre à la vie de la communauté des citoyens.
Maintenant, la communauté israélite locale reconnaît avec joie que des temps meilleurs sont arrivés, que le soleil de la tolérance et le soleil de la vérité se sont levés et que, même s'il y a probablement ici ou là encore quelques brumes grises, le soleil ne peut pas être totalement éclipsé. La communauté israélite locale doit donc saisir l’occasion qui s’offre de cette célébration pour annoncer que le temps de la lutte est maintenant terminé et que ce nouveau temple n'apportera que des idées de paix. Et que tous ceux qui franchiront le seuil de cette Maison de Dieu y trouvent une vraie paix!...Ce riche sermon plein d'humanité se conclut par une dédicace des objets sacrés et de tout le temple, et une bénédiction de la communauté, de la ville entière, de la patrie, de nos dirigeants bien-aimés, et la cérémonie se termina avec le chant qui mit fin à la cérémonie… »
En 1883, un orgue est installé dans la synagogue. 

### Architecture de la synagogue après 1879
Le bâtiment en brique, est construit sur un plan rectangulaire, en style néogothique anglais. Dans sa partie ouest, se trouve un vestibule menant à la salle de prière principale. Celle-ci est entourée sur trois côtés au niveau du premier étage par des galeries pour femmes. La façade principale se divise en trois parties : la partie centrale est flanquée de chaque côté, d'une tour en légère avancée avec un avant-corps cylindrique au niveau du rez-de-chaussée, qui sert d'accès à un escalier conduisant aux galeries réservées aux femmes. Chaque tour est entourée à son sommet d'un parapet avec de petites tourelles d'angle. 
Au centre, l'entrée principale réservée aux hommes s'effectue par trois beaux portails au-dessus desquels se trouve une rosace avec des entrelacs de forme polylobée. Au-dessus se trouve une rangée de six baies à arc en plein cintre dont deux aveugles. 

### Destruction de la synagogue
Pendant la nuit de Cristal, du 9 au 10 novembre 1938, le bâtiment de la synagogue est incendié. Les pompiers arrivés rapidement sur les lieux ont l'interdiction formelle d'éteindre l'incendie et doivent se contenter à éviter une propagation de l'incendie aux maisons voisines. Cette action a été programmée lors d'une réunion des chefs locaux du parti nazi et de la milice nazie, qui s'est déroulée la veille dans le parc du théâtre de Liegnitz. Un appel au pogrom parait même le 9 novembre dans le journal local, le Liegnitzer Tageblatt, le journal même qui quelques décennies plus tôt, en 1879, louait la paix entre les religions. Le lendemain matin de l'incendie, une foule excitée s'engouffre dans les rues voisines montrant sa joie que les Juifs de Liegnitz aient été punis à juste titre. Le Liegnitzer Tageblatt quant à lui, minimise l'événement en écrivant que personne n'a été blessée.  
La Synagogenstraße (rue de la synagogue) est rebaptisée plus tard Steubenstraße. Actuellement, le site de l’ancienne synagogue est occupé par la banque Bank Zachodni WBK.